# Flaire (boyband)
Flaire is een Nederlandse popgroep uit Den Haag, die in 2022 is opgericht.
De groep bestaat uit Holty (Boris Wentholt), MaxLorenzo (Max van der Scheer) en vaste producent Yves Springer. Flaire maakt popmuziek met invloeden uit synthpop en elektronische genres zoals trance, house en techno.

## Geschiedenis
Flaire is een Nederlandse muziekgroep, bestaande uit Holty, MaxLorenzo en producer Yves Springer. Voor de officiële oprichting van de groep maakten Holty en Max al samen muziek, maar in 2022 werd hun samenwerking serieuzer toen ze in contact kwamen met Yves Springer. Deze ontmoeting leidde tot een succesvolle samenwerking, met tracks die snel viraal gingen op het internet. Dit inspireerde het drietal om hun krachten te bundelen onder de naam Flaire.
Hun doorbraak kreeg een extra impuls toen dj’s Tjade en Moody Mehran hun set op Lowlands afsloten met de single ‘Oog in Oog’, die daarna op SoundCloud werd gedeeld. Het nummer vergrootte de bekendheid van de groep en zette hen op de kaart als een veelbelovende act. Flaire vestigde zich vervolgens als een populaire live-act met optredens op grote festivals zoals Eurosonic Noorderslag, Life I Live, Paaspop, Hullabaloo en tijdens de aftershow van Goldband in AFAS Live.
In het voorjaar van 2024 organiseerde Flaire hun eerste tour, die binnen een maand volledig uitverkocht was. Vanwege het overweldigende succes werden er in het najaar nog zeven extra shows toegevoegd, waarvan er zes – met uitzondering van Enschede – moeiteloos uitverkochten.
In de zomer van 2024 werd hun single ‘Zomer’ gekozen als de titelsong voor de Benelux-campagne van bol.com. Dit nummer paste perfect bij de zomerse sfeer van de campagne en droeg verder bij aan de groeiende populariteit van de band.

## Discografie
| Naam                    | Single / EP | Jaar |
| ----------------------- | ----------- | ---- |
| Na Vannacht             | Single      | 2022 |
| Zonder Haar             | Single      | 2022 |
| Op Repeat               | EP          | 2022 |
| Oog in Oog              | Single      | 2022 |
| Balans ft. Fokke Simons | Single      | 2023 |
| Ik Voel Me Kut          | Single      | 2023 |
| Tragedie                | EP          | 2023 |
| Spannend                | Single      | 2023 |
| De Kans                 | Single      | 2023 |
| Geef Me Over            | Single      | 2024 |
| Tot De Dood             | Single      | 2024 |
| Sociale Zaken           | EP          | 2024 |
| Zomer                   | Single      | 2024 |
| Kunstwerk               | Single      | 2024 |
| Wolken                  | Single      | 2025 |
| Boefie Energy           | Single      | 2025 |
| Déjà Vu                 | Single      | 2025 |
| De Tijd                 | EP          | 2025 |
| Vrij Zoals Het Hoort    | EP          | 2025 |
| Grenzeloos              | Album       | 2025 |

## Prijzen
- 2023: Haagse Popprijs - Categorie Beste Videoclip voor het nummer Ik Voel Me Kut